# Damien Traille
Damien Traille (Pau, 12 de junio de 1979) es un ex–jugador francés de rugby que se desempeñaba como centro.

## Selección nacional
Fue convocado a los Les Bleus por primera vez en noviembre de 2001 para enfrentar a los Springboks y disputó su último partido en octubre de 2011 contra los All Blacks. En total jugó 86 partidos y marcó 128 puntos.

### Participaciones en Copas del Mundo
Disputó las Copas del Mundo de Australia 2003, Francia 2007 y Nueva Zelanda 2011 donde se retiró de su seleccionado.
| Mundial                       | Sede          | Resultado     | PJ | Tries |
| ----------------------------- | ------------- | ------------- | -- | ----- |
| Copa Mundial de Rugby de 2003 | Australia     | Cuarto puesto | 5  | 0     |
| Copa Mundial de Rugby de 2007 | Francia       | Cuarto puesto | 5  | 0     |
| Copa Mundial de Rugby de 2011 | Nueva Zelanda | Subcampeón    | 3  | 1     |

## Palmarés
- Campeón del Torneo de las Seis Naciones de 2002, 2004, 2006 y 2007.
- Campeón de la Copa Desafío de 1999–00 y 2011–12.
- Campeón del Top 14 de 2004–05 y 2005–06.
- Campeón de la Rugby Pro D2 de 2014–15.